# Oxyopes embriki
Oxyopes embriki är en spindelart som beskrevs av Roewer 1951. Oxyopes embriki ingår i släktet Oxyopes och familjen lospindlar.
Artens utbredningsområde är Etiopien.

## Underarter
Arten delas in i följande underarter:
- O. e. dorsivittatus
- O. e. nigriventris